# Giovanni Serodine
Giovanni Serodine, né en 1600 à Ascona et mort le 21 décembre 1630 à Rome, est un peintre de la période baroque.
Il est connu pour être l'un des derniers représentants du caravagisme.

## Biographie
Giovanni Serodine est né entre 1594 et 1600, à Ascona (dans l'actuel canton du Tessin en Suisse) ou à Rome. Sa famille est originaire d'Ascona, son père (Cristoforo) est maître d'œuvre et commerçant.

## Œuvres
| Tableau | Titre                                                                  | Date           | Dimensions     | Notes | Lieu de conservation                                         |
| ------- | ---------------------------------------------------------------------- | -------------- | -------------- | ----- | ------------------------------------------------------------ |
|         |                                                                        |                |                |       |                                                              |
|         | Archimède                                                              | vers 1617-1620 | 103 x 73 cm    |       | Beauvais, musée départemental de l'Oise                      |
|         | Sainte Marguerite ressuscitant un enfant                               | vers 1620      | 131 x 100,5 cm |       | Madrid, musée du Prado                                       |
|         | L'appel des fils de Zébédée                                            | vers 1623      | 210 x 146 cm   |       | Ascona, église paroissiale                                   |
|         | La rencontre à Emmaüs                                                  | vers 1623      | 228 x 147 cm   |       | Ascona, église paroissiale                                   |
|         | La charité de saint Laurent                                            | vers 1624      | 303 x 171 cm   |       | Valvisciolo-Sermoneta, musée de l'abbaye                     |
|         | La décollation de saint Jean-Baptiste                                  | vers 1624      | 298 x 168      |       | Rome, Basilique Saint-Laurent-hors-les-Murs                  |
|         | Le couronnement de la Vierge avec sainte Véronique et plusieurs saints | vers 1625      |                |       | Ascona, église paroissiale                                   |
|         | Jésus parmi les docteurs                                               | 1626           | 145 x 224 cm   |       | Paris, musée du Louvre                                       |
|         | Portrait du père de l'artiste                                          | 1628           | 152 x 98 cm    |       | Lugano, Museo Caccia                                         |
|         | Allégorie de la Vanité et des Sciences                                 |                | 89 x 124 cm    |       | Milan, Pinacoteca Ambrosiana                                 |
|         | Saint Pierre en prison                                                 | 1620-1630      | 90 x 127 cm    |       | Rancate, Pinacoteca Züst                                     |
|         | La sainte Famille                                                      |                |                |       | Ascona, Casa Patriziale                                      |
|         | Portrait de jeune homme avec un cahier à dessin (attribué)             |                | 65,6 x 49,2 cm |       | Rancate, Pinacoteca Züst                                     |
|         | Le denier de saint Pierre                                              |                | 146 x 227 cm   |       | Édimbourg, National Gallery of Scotland                      |
|         | Saint Pierre et saint Paul menés au martyre                            |                | 144 x 220 cm   |       | Rome, Galleria Nazionale di Arte Antica di Palazzo Barberini |